# Bande dessinée tchèque

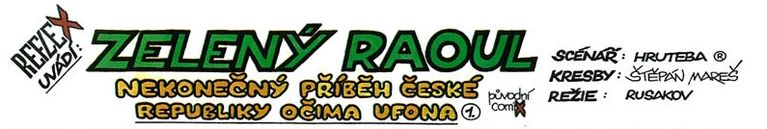
Exemple d'une bande dessinée tchèque, "Zeleny Raoul".

La bande dessinée tchèque désigne les bandes dessinées réalisées par des auteurs tchèques ou écrites en tchèque. Malgré un grand nombre de création depuis les années 1930, elle reste assez méconnue hors de l'Europe de l'Est.

## Histoire
Dès 1867, l'illustrateur Karel Klíč publie dans Veselé Listy les aventures de Strécek Mrkvicka (Oncle Carotte), inspirées par les travaux de Wilhelm Busch et André Gill. Les bandes dessinées restent cependant relativement rares jusqu'à l'entre-deux-guerres, où grâce à des auteurs comme Josef Lada ou Ondřej Sekora, elles s'imposent de plus en plus, particulièrement auprès des enfants. Lancé en 1935, Mladý hlasatel (cs) devient rapidement grâce à ses bandes dessinées le magazine jeunesse le plus lu. À partir de 1938, Rychlé šípy de Jan Fischer (cs) et Jaroslav Foglar (en) devient la série la plus populaire du pays.
Cependant, la Seconde Guerre mondiale puis le Coup de Prague et l'arrivée au pouvoir des communistes portent un coup d'arrêt au développement de la bande dessinée, vue comme un sous-produit de la culture américaine. Jusqu'en 1956, les bulles sont interdites et la bande dessinée reste confinée aux revues pour enfants. Dans les années 1960, un bref relâchement de la censure permet à Kája Saudek de créer plusieurs œuvres qui ne sont plus uniquement destinées aux enfants. L'invasion soviétique de 1968 rend cependant plus difficile ce renouveau. La bande dessinée tchèque se retrouve alors de nouveau uniquement destinée aux enfants (ainsi en 1972, Lips Tullian (en) de Saudek et Jaroslav Weigel (en) est censuré au bout de quelques mois), à travers des magazines qui parfois ont un tirage élevé, comme Čtyřlístek (en), lancé en 1969 et tiré à plus de 220.000 exemplaires dans les années 1980. L'influence de Vaillant puis Pif Gadget, magazines édités par le Parti communiste français et diffusés en Europe de l'Est, est grande. 
À la suite de l'effondrement du régime communiste, la bande dessinée connaît une nouvelle période de forte créativité. Mais cette période est de courte durée et à partir de 1993, la bande dessinée tend à se faire très discrète sur la scène culturelle tchèque. À la fin des années 1990, la traduction de Maus (1997) ainsi que d'autres grandes œuvres d'Europe et d'Amérique du Nord, associé à l'émergence d'une nouvelle génération de graphistes et de dessinateurs anglophones au fait des évolutions du reste du monde permet l'émergence d'une scène alternative. Regroupée au sein du magazine Aargh! (cs), elle ne fait que se renforcer au fil des années. Bien que la bande dessinée adulte reste un marché de niche et que la plupart des auteurs vivent de l'illustration ou de la publicité, tous les sujets sont traités, et la scène locale manifeste une réelle créativité. Certains albums connaissent un certain succès critique et public comme Alois Nebel de Jaromír Švejdík (cs) et Jaroslav Rudiš (2003-2006), Oskar Ed de Branko Jelinek (2003-2006), Voleman de Jiří Grus (cs) (2007-2010) ou La Grande Aventure de Pepík Strechak (Velké dobrodružství Pepíka Střechy) de Pavel Čech (2012).

## Bande dessinée célèbres
En 2009, le site tchèque consacré à la bande dessinée Komiksarium a demandé à 60 personnalités du milieu de choisir les dix titres les plus importants de la bande dessinée tchèque. Voici le résultat du sondage :
1. Kája Saudek et Miloš Macourek (en) Muriel a andělé (1967–1969)
2. Jan Fischer puis Marko Čermák (cs) (dessin) et Jaroslav Foglar (scénario), Rychlé šípy (1938–1989)
3. Kája Saudek (dessin) et Jaroslav Weigel (scénario), Lips Tullian (1972–1985)
4. Jiří Grus, Voleman (2007)
5. Kája Saudek (dessin) et Ondřej Neff (en) (scénario), Arnal a dva dračí zuby (1988)
6. František Skála (en), Velké putování Vlase a Brady (1989)
7. Jiří Grus (dessin) et Štěpán Kopřiva (en) (scénario), Nitro těžkne glycerínem (2006)
8. František Kobík (dessin), et Vlastislav Toman (cs) (scénario), Příhody malého boha (1973–1974)
9. František Kobík et Václav Šorel, Vzpoura Mozků (1977–1979)
10. Jaroslav Němeček (dessin) et Ljuba Štíplová (scénariste), Čtyřlístek (depuis 1969)

## Albums parus en français
- Lucie Lomová, Anna en cavale, Angoulême : Éditions de l'An 2, 2006.
- Lucie Lomová, Les Sauvages, Arles : Actes Sud-L'An 2, 2011.
- Vojtěch Mašek (dessin) et Markéta Hajská et Máša Bořkovcová (scénario), O Přibjehi. Histoires, Çà et là, 2011.

## Documentation
- Tomáš Prokupek, « La bédé tchèque idéale », dans Alternatives internationales no 60, septembre 32013, p. 68-71.